# Angélica Rivera
Angélica Rivera Hurtado (Mexico City, Meksiko, 2. kolovoza 1970.) je meksička glumica, poznata po svojim ulogama u telenovelama. Njezin suprug je političar Enrique Peña Nieto, 57. predsjednik Meksika.

## Biografija
Angélica je rođena u Meksiku u kolovozu 1970. godine. Njezini su roditelji Manuel Rivera i María Eugenia Hurtado. Ima šestero braće.
Bila je udana za Joséa Alberta Castra, čija je sestra Verónica Castro. S njim ima tri kćeri: Angélica Sofia, Fernanda i Regina. Katolička crkva proglasila je brak nevažećim te ga poništila.
2010. se udala za Enriquea Peñu Nieta, kojem je prva žena umrla, a ima troje djece s njom, te još dvoje, jednog sina iz veze s Maritzom Diaz Hernandez te još jedno dijete koje je umrlo kao novorođenče s još uvijek nepoznatom partnericom.

## Karijera
Angélica je najpoznatija po ulogama zle Marcije Montenegro (Ukleta Mariana) i herojske Gaviote (Opijeni ljubavlju). 
Glumila je i u ovim serijama:
- Ángela
- La Dueña
- Mi pequeña Soledad - Marisa
- Simplemente María - Isabella de Peñalbert
- Dulce desafío - Gina